# Lương Thị Thu Thương
Lương Thị Thu Thương (* 1. Mai 2000 in Móng Cái, Quảng Ninh) ist eine vietnamesische Fußballspielerin.

## Karriere

### Vereine
Auf Klubebene ist sie seit 2016 beim Than Khoáng Sản Việt Nam WFC.

### Nationalmannschaft
Mit der U19 nahm sie an der Asienmeisterschaft 2019 teil.
Erste Einsätze für die vietnamesische A-Nationalmannschaft sammelte sie ab dem Jahr 2019. Im nächsten Jahr nahm sie mit ihrem Team an der Qualifikation für das Olympiaturnier 2020 teil. Auch bei der Asienmeisterschaft 2022 war sie dabei.
Am 2. Juli 2023 wurde sie für den finalen Kader bei der Weltmeisterschaft 2023 nominiert.